# Maroi Rania Alami Marrouni
Pour les articles homonymes, voir Alami.
Maroi Rania Alami Marrouni, née le 1er décembre 2001 à Mantes-la-Jolie, est une coureuse cycliste marocaine.

## Palmarès sur piste

### Championnats d'Afrique
- Casablanca 2018
  -  Médaillée de bronze de la poursuite par équipes

## Palmarès en VTT

### Championnats d'Afrique juniors
- Le Caire 2018
  -  Médaillée d'argent en femmes juniors

### Championnats arabes
- Mascate 2018
  -  médaille d'or féminine

### Championnats du Maroc
- Casablanca 2018
  -  médaille d'or féminine